# Powiat d'Ostrzeszów
Le powiat d'Ostrzeszów (en polonais : powiat ostrzeszowski) est un powiat appartenant à la voïvodie de Grande-Pologne dans le centre-ouest de la Pologne.

## Division administrative
Le powiat d'Ostrzeszów comprend 7 communes :
- 3 communes urbaines-rurales : Grabów nad Prosną, Mikstat et Ostrzeszów ;
- 4 communes rurales : Czajków, Doruchów, Kobyla Góra et Kraszewice.